# Abrostola fallax
Abrostola fallax är en fjärilsart som beskrevs av Claude Dufay 1975. Abrostola fallax ingår i släktet Abrostola och familjen nattflyn. Inga underarter finns listade i Catalogue of Life.